# 张世盖
张世盖（1918年—2000年），男，四川巴中人，中华人民共和国军事人物，中国人民解放军少将，第四届全国人大代表。